# کیو سازانکا
کیو سازانکا ((به ژاپنی: 山茶花 究 Sazanka Kyū)؛ ( ۱ آوریل ۱۹۱۴ – ۴ مارس ۱۹۷۱) یک هنرپیشه، و کمدین اهل ژاپن بود. وی بین سال‌های ۱۹۳۲ تا ۱۹۷۰ میلادی فعالیت می‌کرد.
از فیلم‌ها یا برنامه‌های تلویزیونی که وی در آن نقش داشته است می‌توان به یوجیمبو اشاره کرد.